# Hippidion saldiasi
Hippidion saldiasi és una espècie d'èquid extint del gènere Hippidion. Visqué a Sud-amèrica durant el Plistocè superior. Com totes les espècies del seu gènere, tenia aproximadament la mida d'un poni.
Se n'han trobat moltes restes fòssils en llocs com la província de Santa Cruz (Argentina) i la Cueva del Mylodon (Xile).